# Гольчево
Гольчево (пол. Golczewo, нім. Gülzow) — місто в північно-західній Польщі.
На 31 березня 2014 року, у місті було 2763 жителів.

## Демографія
Демографічна структура станом на 31 березня 2011 року:
|          | Загалом | Допрацездатний вік | Працездатний вік | Постпрацездатний вік |
| -------- | ------- | ------------------ | ---------------- | -------------------- |
| Чоловіки | 1360    | 283                | 980              | 97                   |
| Жінки    | 1391    | 224                | 867              | 300                  |
| Разом    | 2751    | 507                | 1847             | 397                  |